# Pharta roseomaculata
Espèce
Pharta roseomaculata est une espèce d'araignées aranéomorphes de la famille des Thomisidae.

## Distribution
Cette espèce est endémique de Sumatra en Indonésie. Elle se rencontre dans la province de Jambi dans le kabupaten de Batang Hari.

## Description
La femelle holotype mesure 5,81 mm.

## Systématique et taxinomie
Cette espèce a été décrite par Dhiya'ulhaq et Benjamin en 2025.

## Publication originale
- Dhiya'ulhaq, Benjamin, Buchori, Hidayat, Scheu & Drescher, 2025 : « Expanding the taxonomy of crab spiders (Araneae, Thomisidae) in Sumatra: a new genus, five new species, and regional records. » ZooKeys, vol. 1241, p. 205-246 (texte intégral).